# LEGO Mindstorms
Lego Mindstorms serien består af software og hardware til at lave brugerdefinerede, programmerbare robotter. De inkluderer en intelligent klods computer der kontrollere systemet, et sæt modulære sensorer og motorer, og LEGO-dele fra Lego Technic-serien, sådan at der kan skabes mekaniske systemer.
Hardwaren og softwaren i Mindstorms Robotics Invention System-sættet har rødder i den programmerbare klods der blev lavet hos MIT Media Lab. Denne klods blev programmeret i Brick Logo. Det første visuelle programmeringsmiljø blev kaldt LEGOsheets, da det blev skabt af University of Colorado i 1994, baseret på AgentSheets.